# Tapio (prénom)
Pour les articles homonymes, voir Tapio (homonymie).
Tapio est un prénom très commun en Finlande.

## Célébrités portant le prénom Tapio
- Tapio Junno, sculpteur
- Tapio Kantanen, coureur d'endurance
- Tapio Korjus, lanceur de javelot et champion olympique
- Tapio Koskinen, joueur de hockey
- Tapio Laukkanen, pilote de rallye
- Tapio Levo, joueur de hockey
- Tapio Luusua, skieur acrobatique
- Tapio Mattlar, musicien, journaliste musical
- Tapio Mäkelä, skieur, coureur d'endurance
- Tapio Nurmela, skieur combiné
- Tapio Piipponen, biathlète
- Tapio Pöyhönen, chef de département, Fédération des sports ouvriers
- Tapio Rautavaara, chanteur, athlète, acteur de cinéma
- Osmo Tapio Räihälä, compositeur
- Tapio Räisänen, sauteur à ski
- Tapio Sipilä, lutteur gréco-romain
- Tapio Wilska, chanteur
- Tapio Wirkkala, designer, sculpteur